# Eksplozija
Eksplozija je izuzetno brzo povećanje volumena medija. Osnovna je značajka eksplozije nagli skok tlaka u sredini gdje je izazvana. Eksplozije mogu biti fizikalni procesi (primjer: puknuće spremnika plina pod tlakom zbog visoke temperature ili mehaničkog oštećenja), kemijske i nuklearne reakcije.
Kod kemijskih reakcija kao što su gorenje eksplozivnih tvari i smjesa, brzina izgaranja varira i ovisi o tlaku.
Ovisno o brzini fronte šireće reakcije, eksplozije se dijele na dvije podvrste: deflagracije i detonacije.

## Deflagracija
Deflagracija je eksplozija gdje se fronta reakcije širi brzinom manjom od brzine zvuka u danom mediju. Primjeri su eksplozije smjesa plinova u omjerima koji su na rubu moguće zapaljivosti, kao što su eksplozije gustih para ugljikovodika koje rezultiraju narančastim plamenom i čađom.

## Detonacija
Detonacija je proces širenja reakcije unutar eksplozivne tvari nadzvučnom brzinom. Detonacijska brzina se povećava s porastom gustoće eksploziva. Osjetljivost eksploziva na udarac također je različita: glicerol-trinitrat i živin fulminat eksplodirat će ako na njih padne teret od 2 kilograma s 4 centimetra visine, dok drugim tvarima treba puno jači poticaj, primjerice detonator.
Spontana detonacija kod raznih eksplozivnih tvari počinje pri raznim temperaturama: praskava živa eksplodira na 180 do 200°C, a crni barut na 310°C. Crni barut razvija prilikom eksplozije tlak od 281 MPa, a praskava želatina (kolodijski pamuk) tlak od 1342 MPa. Za izazivanje eksplozije tlak je bitniji od temperature.
Među navedenim vrstama eksploziva nema oštrih granica. Sredstva koja smanjuju brzinu detonacije nazivaju se flegmatizatorima (voda, voskovi, vazelin), a ona koja povećavaju osjetljivost zovu se senzibilatori (aluminijski prah).
Nuklearno oružje, ako je ispravno dizajnirano i sklopljeno, izazvat će nuklearnu detonaciju. U suprotnom dolazi do deflagracije (tzv. fizzling).

## Povezano
- Plinska eksplozija